# Qimonda

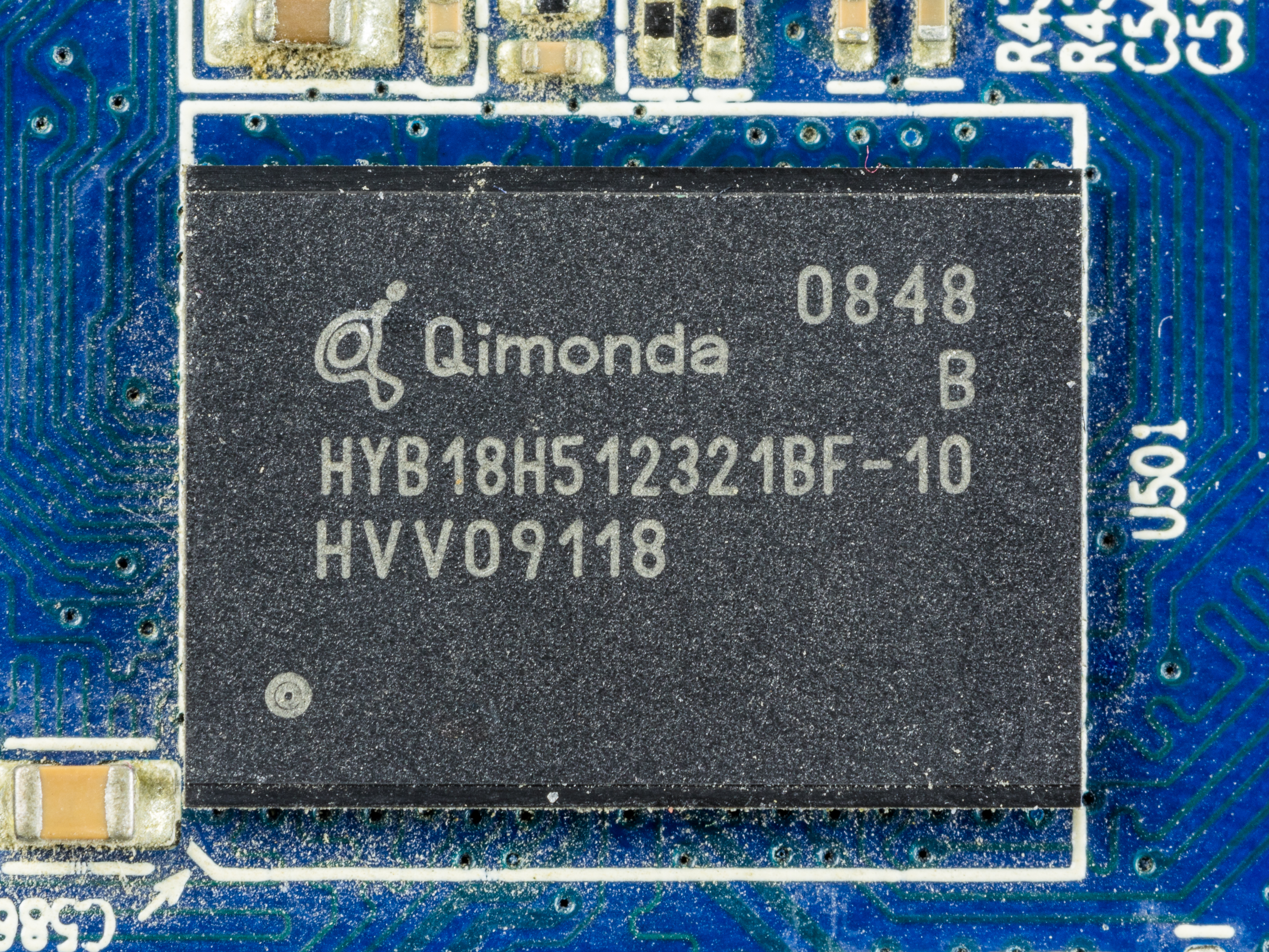
Qimonda 512 MBit GDDR3

Qimonda AG – niemiecki producent półprzewodników pamięci DRAM z siedzibą w Monachium, działający w latach 2006–2009.

## Historia
Przedsiębiorstwo rozpoczęło działalność w roku 2004 po podziale Grupy Infineon.
Qimonda był jednym z największych producentów chipów pamięci. Zatrudniał 12 000 pracowników na całym świecie. Od 9 sierpnia 2006 spółka była notowana na nowojorskiej giełdzie papierów wartościowych (New York Stock Exchange). 
W styczniu 2009 spółka złożyła wniosek o upadłość.